# Ácido laceroico
El ácido laceroico o ácido dotriacontanoico (nombre sistemático)  es un ácido graso saturado de cadena muy larga (C32:0) con la fórmula química CH3–(CH2)30–COOH.
El nombre común, declinado de forma diferente en los distintos idiomas, deriva del término "Goma laca", que hace referencia a las resinas y ceras típicamente de color escarlata secretadas por algunos insectos.

## Derivados
El laceroato de etilo se puede obtener como un sólido cristalino (placas rómbicas, mp 76 °C) por la acción del gas HCl sobre el ácido laccérico en alcohol absoluto en ebullición.